# Independent Spirit Awards 1986
La cerimonia di premiazione della 1ª edizione degli Independent Spirit Awards si è svolta nel 1986 al ristorante 385 North di Los Angeles ed è stata presentata da Peter Coyote.

## Vincitori e candidati
I vincitori sono indicati in grassetto, a seguire gli altri candidati.

### Miglior film
- Fuori orario (After Hours), regia di Martin Scorsese
- Blood Simple - Sangue facile (Blood Simple), regia di Joel Coen
- In viaggio verso Bountiful (The Trip to Bountiful), regia di Peter Masterson
- La prima volta (Smooth Talk), regia di Joyce Chopra

### Miglior attore protagonista
- M. Emmet Walsh - Blood Simple - Sangue facile (Blood Simple)
- Rubén Blades - Crossover Dreams
- Tom Bower - Wildrose
- Treat Williams - La prima volta (Smooth Talk)

### Miglior attrice protagonista
- Geraldine Page - In viaggio verso Bountiful (The Trip to Bountiful)
- Rosanna Arquette - Fuori orario (After Hours)
- Laura Dern - La prima volta (Smooth Talk)
- Lori Singer - Stati di alterazione progressiva (Trouble in Mind)

### Miglior regista
- Joel Coen - Blood Simple - Sangue facile (Blood Simple)
- Martin Scorsese - Fuori orario (After Hours)
- Joyce Chopra - La prima volta (Smooth Talk)
- Peter Masterson - In viaggio verso Bountiful (The Trip to Bountiful)

### Miglior fotografia
- Toyomichi Kurita - Stati di alterazione progressiva (Trouble in Mind)
- Michael Ballhaus - Fuori orario (After Hours)
- Michael G. Chin - Dim Sum: A Little Bit of Heart
- Barry Sonnenfeld - Blood Simple - Sangue facile (Blood Simple)

### Miglior sceneggiatura
- Horton Foote - In viaggio verso Bountiful (The Trip to Bountiful)
- Joel Coen e Ethan Coen - Blood Simple - Sangue facile (Blood Simple)
- Tom Cole - La prima volta (Smooth Talk)
- Joseph Minion - Fuori orario (After Hours)

### Miglior film straniero
- Il bacio della donna ragno (Kiss of the Spider Woman), regia di Héctor Babenco
- Dreamchild, regia di Gavin Millar
- Ran, regia di Akira Kurosawa
- Vendetta (The Hit), regia di Stephen Frears